# Maria Rittner
Maria Rittner – polska lekkoatletka.

## Życiorys
Jako lekkoatletka w latach 1926-1927 reprezentowała klub Makabi Warszawa. Ustanawiała rekordy kraju w rzucie oszczepem 800 g (22,46 m i 23,45 m) w 1926 oraz w rzucie oszczepem 600 g (23,60 m) w 1925. Startowała też w biegach na 60 m, 80 m, 100 m, 200 m, skokach wzwyż i w dal, pchnięciu kulę, rzucie dyskiem i pięcioboju.